# Rund um den Finanzplatz Eschborn-Frankfurt 2016
Das 54. Rund um den Finanzplatz Eschborn-Frankfurt 2016 war ein deutsches Straßenradrennen. Dieses Eintagesrennen wurde in Eschborn gestartet und endete nach 206,8 km in Frankfurt. Es fand am Sonntag, dem 1. Mai 2016, statt und gehörte zur UCI Europe Tour 2016 und war dort in der Kategorie 1.HC eingestuft.

## Teilnehmende Mannschaften
| WorldTeams (4)- Katusha - Giant-Alpecin - Etixx-Quick Step - AG2R La Mondiale Professional Continental Teams (11)- Bora-Argon 18 - Stölting Service Group - Wanty-Groupe Gobert - Topsport Vlaanderen-Baloise - CCC Sprandi Polkowice - Verva ActiveJet - Roompot-Oranje Peloton - Fortuneo-Vital Concept - Delko-Marseille Provence-KTM - Nippo-Vini Fantini - Southeast-Venezuela Continental Teams (8)- Crelan-Vastgoedservice - Leopard - Team Sauerland NRW p/b Henley & Partners - Kuota-Lotto - Rad-net Rose - LKT Brandenburg - Stradalli-Bike Aid - Heizomat |
| |

## Rennergebnis
| #      | Fahrer               | Team                             | Zeit       |
| ------ | -------------------- | -------------------------------- | ---------- |
| Sieger | Alexander Kristoff   | Team Katusha                     | 5h 00' 02" |
| 2.     | Maximiliano Richeze  | Etixx-Quick Step                 | gl. Zeit   |
| 3.     | Sam Bennett          | Bora-Argon 18                    | gl. Zeit   |
| 4.     | Pieter Vanspeybrouck | Topsport Vlaanderen-Baloise      | gl. Zeit   |
| 5.     | Yves Lampaert        | Etixx-Quick Step                 | gl. Zeit   |
| 6.     | Tom Devriendt        | Wanty-Groupe Gobert              | gl. Zeit   |
| 7.     | Paweł Franczak       | Verva ActiveJet Pro Cycling Team | gl. Zeit   |
| 8.     | Maurits Lammertink   | Roompot Oranje Peloton           | gl. Zeit   |
| 9.     | Bartłomiej Matysiak  | CCC Sprandi Polkowice            | gl. Zeit   |
| 10.    | Fabian Wegmann       | Stölting Service Group           | gl. Zeit   |